# Narnia (groupe)
Narnia est un groupe de power metal chrétien suédois, originaire de Jönköping. Le groupe est fondé par le guitariste Carl Johan Grimmark, et le chanteur Christian Rivel en 1996. Leur style musical s'inspire de Yngwie Malmsteen.

## Biographie

### Débuts (1993–1998)
Christian Rivel et Carl Johan Grimmark se rencontrent pour la première fois en 1993 à Jönköping, une ville du sud de la Suède. À l'époque, Rivel et son groupe Modest Attraction sont sur le point de sortir leur premier album, The Truth in your Face. Grimmark est alors membre de groupe Sentinel. Les deux hommes restent en contact plusieurs années durant lesquelles ils rencontrent des problèmes avec leurs groupes respectifs.
En 1996, lors de la sortie du deuxième album de Modest Attraction, intitulé Divine Luxury, Grimmark décide de quitter Sentinel. Christian Rivel téléphone à Carl Johan Grimmark et lui demande s'il est intéressé de le rejoindre pour travailler sur un projet commun. Rivel est un passionné de heavy metal mélodique, mais n'a pas pu explorer le genre dans le groupe Modest Attraction. Grimmark est immédiatement partant. Quelques mois plus tard, Rivel appelle une nouvelle fois Grimmark pour lui annoncer que Modest Attraction s'apprête à partir en tournée en Allemagne, mais le guitariste Stephan Mohlin ne peut les accompagner. Grimmark le remplace au pied levé, et devient peu après membre à part entière du groupe au départ de Mohlin. Cela donne davantage de temps à Rivel et Grimmark pour préparer leur projet. Ils commencent par reprendre d'anciennes chansons d'autres groupes, en les arrangeant à leur manière.
En septembre 1996, ils entrent au Top Recording Studio. Grimmark joue de tous les instruments et Rivel chante. Les enregistrements durent plusieurs mois, et des invités prennent part à l'album comme Jakob Persson, qui sera plus tard le bassiste de Narnia. Janne Stark (Overdrive, Locomotive Breath, Baltimoore) assure les soli de guitare et Mart Hallek joue les morceaux de violon. Ils achèvent les enregistrements en janvier 1997, et l'album Awakening est mixé après un travail considérable. Grâce à leur manager Magnus Söderkvist, Awakening intéresse pas moins de dix labels japonais. Narnia signe finalement un contrat avec Pony Canyon. En mai 1997, Rivel et Grimmark entament leur dernière tournée avec Modest Attraction. Ils rencontrent Matthias Mittelstädt, propriétaire de MCM Music. Il apprécie leur album et devient leur manager. Avec une démo en mains et un nouveau manager, ils débutent les recherches pour de nouveaux membres, et Narnia est formé.

### Nuclear Blast et séparation (1999–2010)
Narnia signe chez Nuclear Blast Records, et fait paraître avec ce label les albums Long Live the King (1999), Desert Land (2001) et The Great Fall (2003). Le groupe a la chance de faire la première partie de Stratovarius en 1998. Un DVD live et un album live de leur concert en Allemagne, tous les deux intitulés At Short Notice... Live in Germany sortent en 2006. L'album suivant, Enter the Gate (2006), est publié au label MCM Music, tout comme la compilation Decade of Confession (2007).
Le 9 avril 2008, Narnia comment l'enregistrement de son dernier album. Le 29 avril, Christian Rivel annonce son départ du groupe. Le 29 août, Narnia révèle sur son MySpace le nom du nouveau chanteur, Germán Pascual. Originaire de Rio de Janeiro, au Brésil, Pascual émigre en Suède à l'adolescence. Il travaillait auparavant avec différents groupes et artistes, tels que Minds Eye et Mendez. Le 24 juillet 2009 sort Course of a Generation, album de 10 pistes qui donne une tournure plus agressive à la musique de Narnia. La même année, ils tournent en Suède notamment à Gävle au Club Monster. En août 2009, le groupe signe au label Nightmare Records pour une distribution nord-américaine de l'album Course of a Generation.
Le 15 avril 2010, le groupe annonce sa séparation,. Le 20 octobre 2010, ils annoncent deux derniers concerts - un en Allemagne, et un au Mexique.

### Retour (depuis 2014)
Le 31 janvier 2014, le groupe annonce son retour pour fêter le quinzième anniversaire de l'album Long Live the King et rééditer  l'album en version de luxe. La même année, le groupe est classé quatrième dans le top 10 des groupes de metal chrétien établi par OC Weekly.
En septembre 2016, le groupe publie son septième album studio, l'homonyme Narnia, qui est relativement bien accueilli par la presse spécialisée, et compte deux singles et clips vidéo des chansons I Still Believe et Messengers,,,.

## Membres

### Membres actuels
- Christian Liljegren/Rivel - chant (1996–2008, depuis 2014)
- Carl Johan Grimmark - guitare, chant (1996–2010, depuis 2014)
- Martin Härenstam – claviers (1997–2003, 2010, depuis 2014)
- Andreas Johansson - batterie (1997–2010, depuis 2014)
- Andreas Olsson - basse (2001–2010, depuis 2014)

### Anciens membres
- Fredrik Junhammar – batterie (1997)
- Sonny Larsson –  chœurs (1997–2000)
- Jakob Persson – basse (1997–2001)
- Linus Kåse – claviers (1999–2004)
- Germán Pascual – chant (2008–2010)

## Discographie
- 1998 : Awakening
- 1999 : Long Live the King
- 2001 : Desert Land
- 2003 : The Great Fall
- 2006 : At Short Notice... Live in Germany
- 2006 : Enter the Gate (2006)
- 2007 : Decade of Confession(Compil)
- 2009 : Course of a Generation
- 2016 : Narnia